# لارس سابی کریستینسن
لارس سابی کریستینسن (نروژی: Lars Saabye Christensen؛ زاده ۲۱ سپتامبر ۱۹۵۳) یک نویسنده اهل نروژ است.
از فیلم‌هایی که وی در آن‌ها نقش داشته‌است، می‌توان به پادشاه جزیره اهریمن اشاره نمود.